# FM 아침의 행진
조복현의 FM 아침의 행진은 MBC경남 창원 FM4U, MBC경남 진주 FM4U(창원 FM 100.5, 진주 FM 97.7, 거창 FM 96.1㎒)에서 평일 오전 7시부터 오전 9시까지 방송되는 경남 전지역의 아침정보 라디오 프로그램이다.

## 역사
1983년 11월 26일 마산MBC FM4U 개국과 함께 방송을 시작했다. 원래는 MBC경남 창원 FM4U 매일 방송이었으나, 2021년 7월 5일부터 경남 전지역으로  평일 방송으로 축소되었다.

## 역대 방송시간
| 방송 채널    | 방송 기간                        | 방송 시간                  |
| ------------ | -------------------------------- | -------------------------- |
| MBC경남 FM4U | 1983년 9월 26일 ~ 2021년 7월 4일 | 매일 오전 7:00 ~ 오전 9:00 |
| MBC경남 FM4U | 2021년 7월 5일 ~ 현재            | 평일 오전 7:00 ~ 오전 9:00 |

## 역대 진행자
| 대수 | 진행자    | 진행 기간                  | 비고 |
| ---- | --------- | -------------------------- | ---- |
| 1대  | 김재영 MC | 일자 미상 ~ 2025년 1월 3일 |      |
| 2대  | 조복현 MC | 2025년 1월 6일 ~ 현재      |      |

## 같이 보기
- MBC경남 창원방송
- MBC경남 진주방송
- MBC FM4U
  - 굿모닝FM 테이입니다 (토·일 수중계)